# 보이드 덱

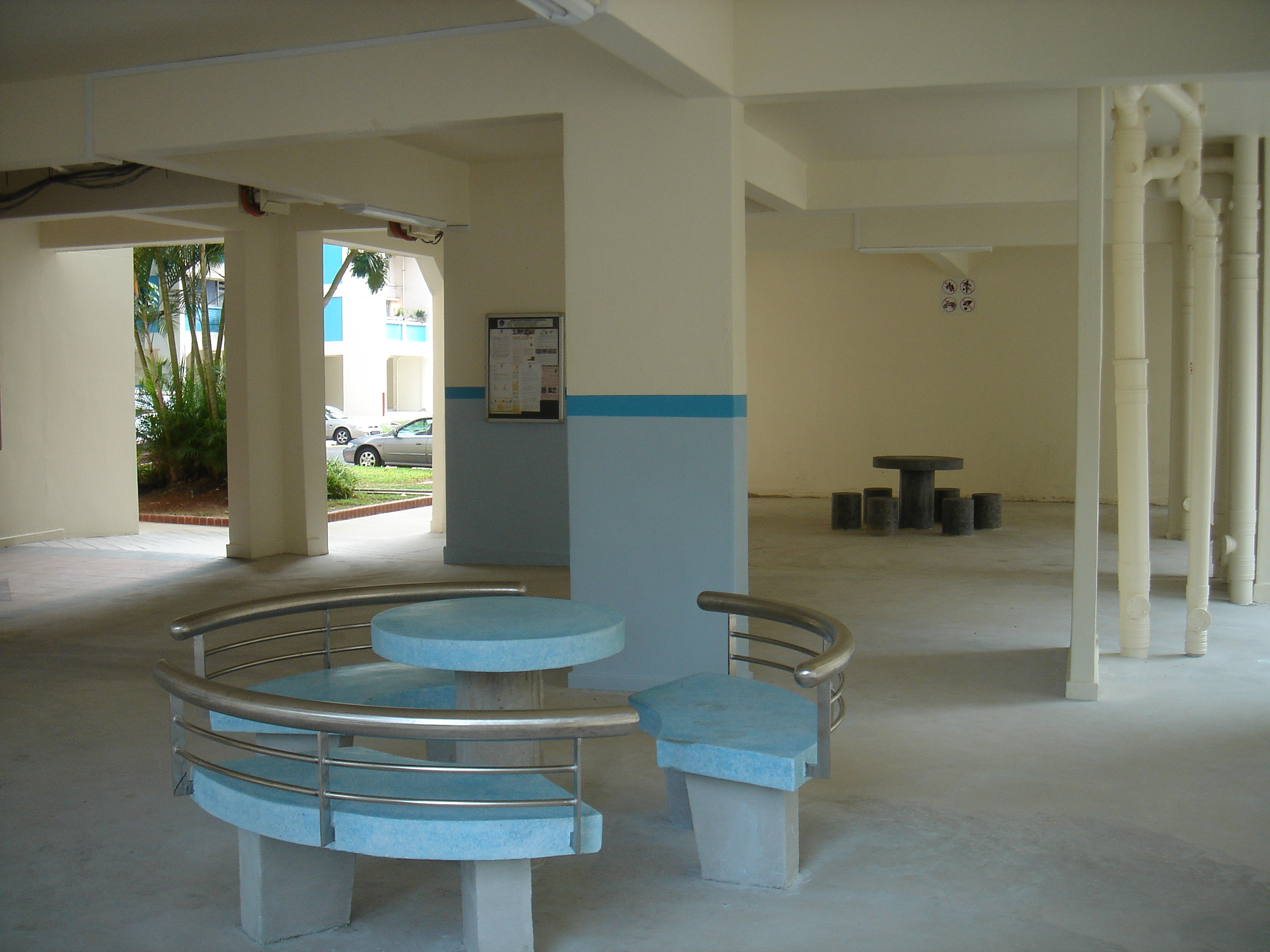
싱가포르 HDB 아파트 블록의 보이드 덱

보이드 덱(void deck)은 싱가포르의 HDB 블록 1층에 있는 열린 공간이다. 커뮤니티 활동에 활용된다.

## 역사
1960년대 HDB 블록에는 처음에는 보이드 덱이 없었다. 주택개발위원회는 블록의 디자인을 변경하고 경공업 작업장과 같은 활동을 위한 아파트가 없는 첫 번째 레벨을 만들었다. 그러나 "보이드 덱"이라는 용어는 1977년부터 1978년까지 HDB의 연례 보고서에 언급되지 않았다. 새로운 보이드 덱에 구역 파빌리온이 추가되었다.